# Педро Бергес
Педро Мануел Бергес Навал (1906–1978) био је кубански фудбалер.
Представљао је Кубу на Светском првенству у фудбалу 1938. у Француској. У своје три утакмице, Бергес није постигао гол.